# 谷山鉄郎
谷山 鉄郎（たにやま てつろう、1938年2月9日 - 2016年1月19日）は、日本の農学者・環境学者。三重大学名誉教授。専門は作物学。

## 略歴
鹿児島県生まれ。別名・森泉。1965年九州大学大学院修了、1972年農学博士。三重大学講師、助教授、生物資源学部教授。2002年定年退官となり、名誉教授、中部大学教授を務めた。
1998年日本作物学会会長。四日市公害問題で大気汚染が作物に及ぼす影響について研究した。

## 著書
- 『恐るべき酸性雨 水と緑を破壊する複合汚染』合同出版 1989
- 『恐るべきゴルフ場汚染 生態系を破壊するリゾート開発と農薬禍』合同出版 1990
- 『地球環境保全概論』東京大学出版会 1991
- 『日本ゴルフ列島 失われる森、汚される水』1991 講談社現代新書
- 『湾岸戦争と環境破壊』1992 岩波ブックレット
- 『日本をつつむ大気』草土文化 (日本列島の健康診断 1993
- 『酸性雨がふっている』山口今日絵 金の星社 (みんなで考える地球環境シリーズ 1995

## 論文
- <谷山鉄郎